# Limba protoslavă
Limba protoslavă sau slava comună este limba din care s-au desprins toate celelalte limbi slave ulterioare. A fost folosită înainte de secolul al VII-lea, când a început separarea ramurilor ei principale - de sud, de vest și de est. Nu a fost descoperit nici un înscris în această limbă, astfel încât limba a fost reconstruită folosind metoda comparativă aplicată tuturor limbilor slave și altor limbi indo-europene.
Ramura ei sudică a ajuns să dea, după încă două secole de evoluție, prima formă scrisă a graiului slavilor, numită limba slavă veche (sau paleoslavă).